# Maślak żółty

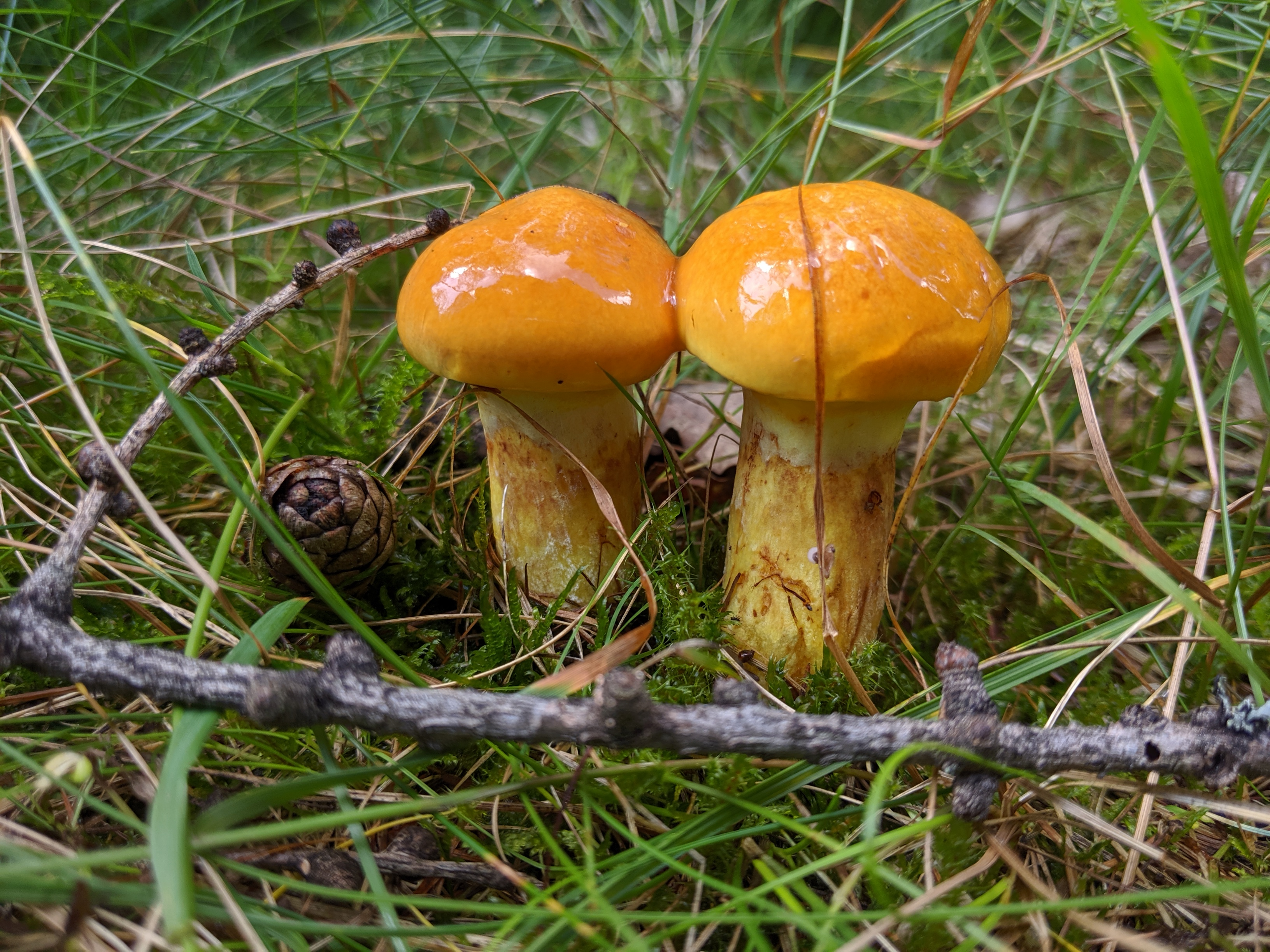
Młode owocniki pokryte śluzem.

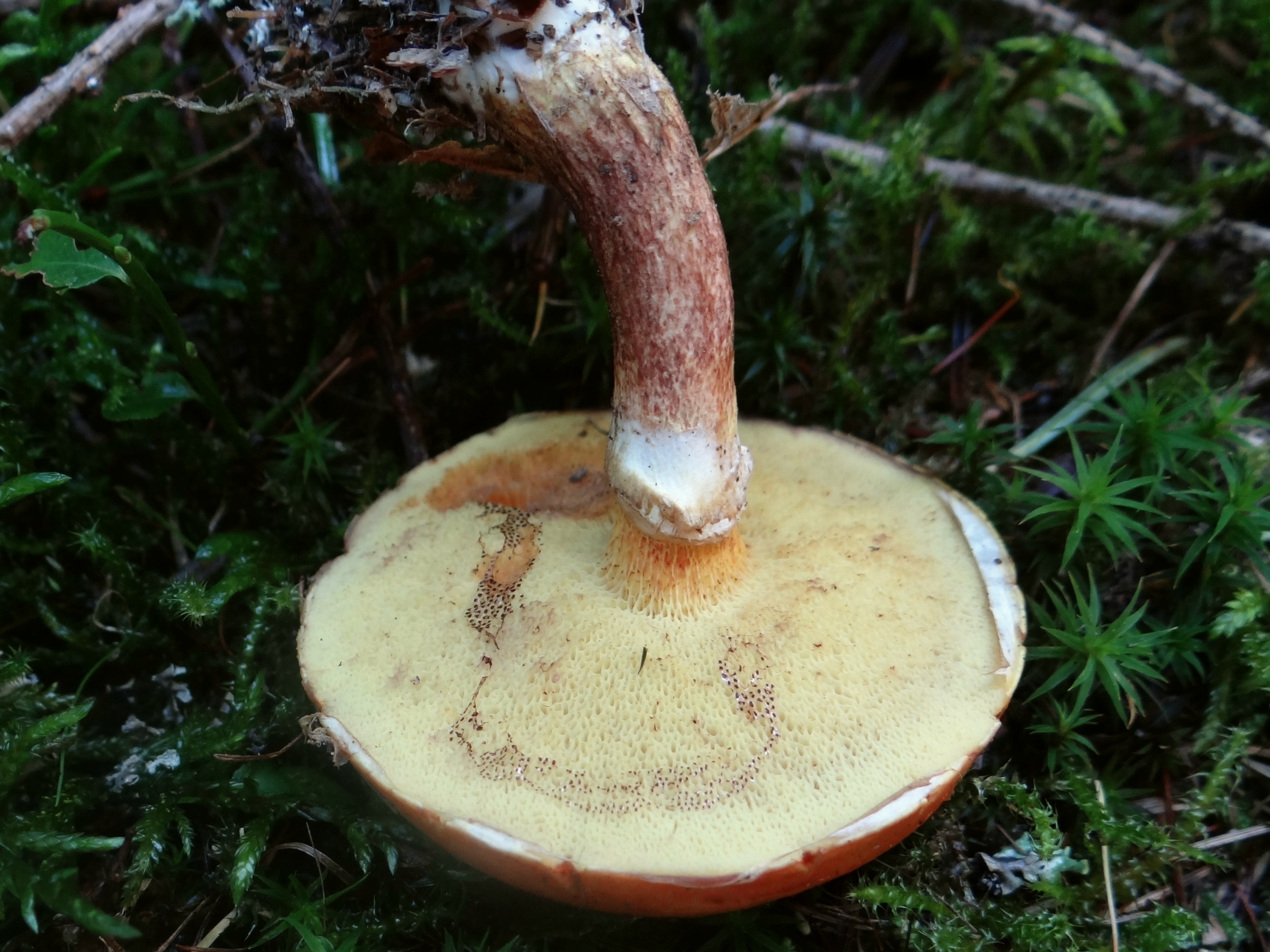
Trzon i hymenofor

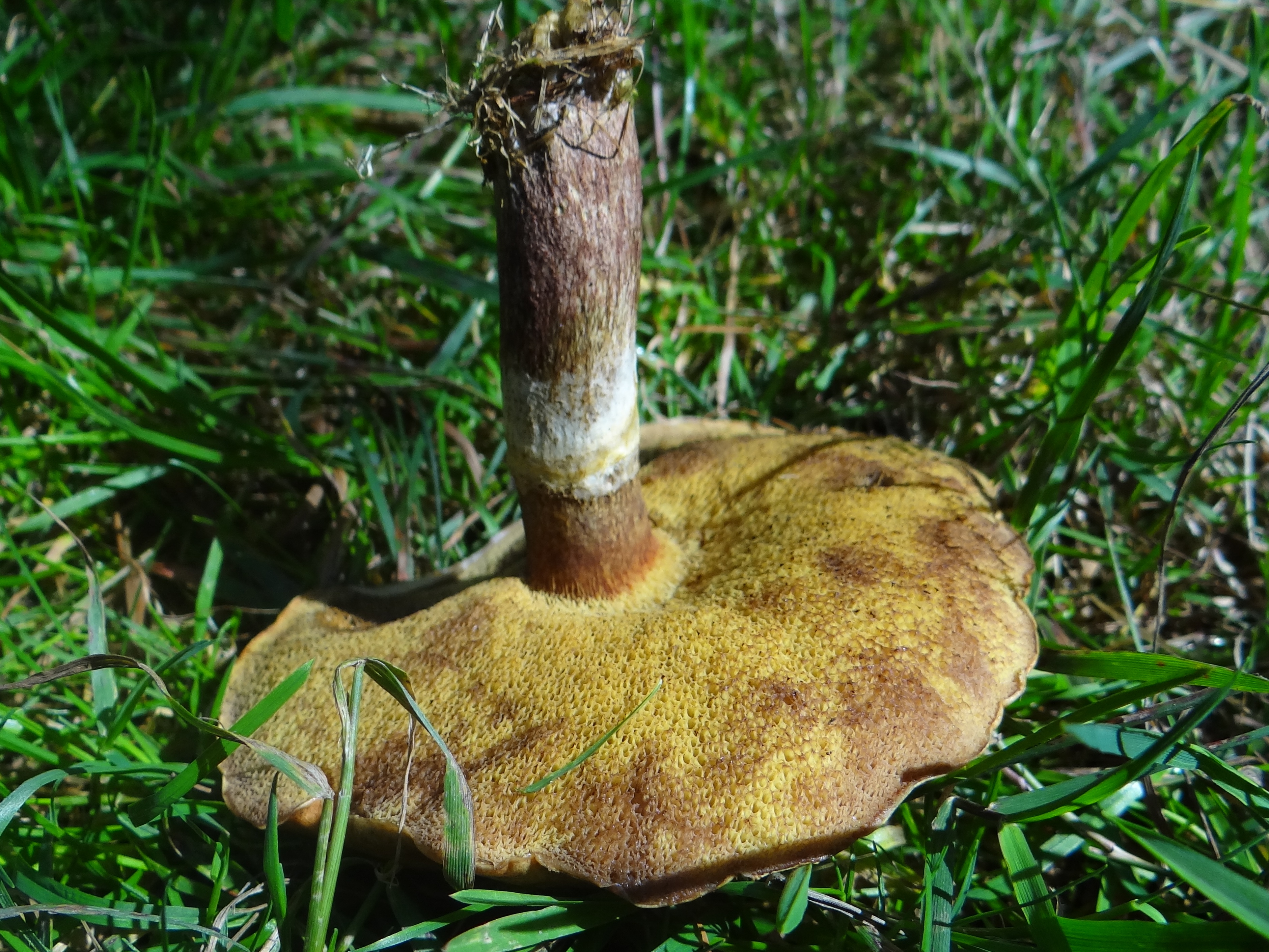
Starszy owocnik – zgniecione rurki zmieniają kolor

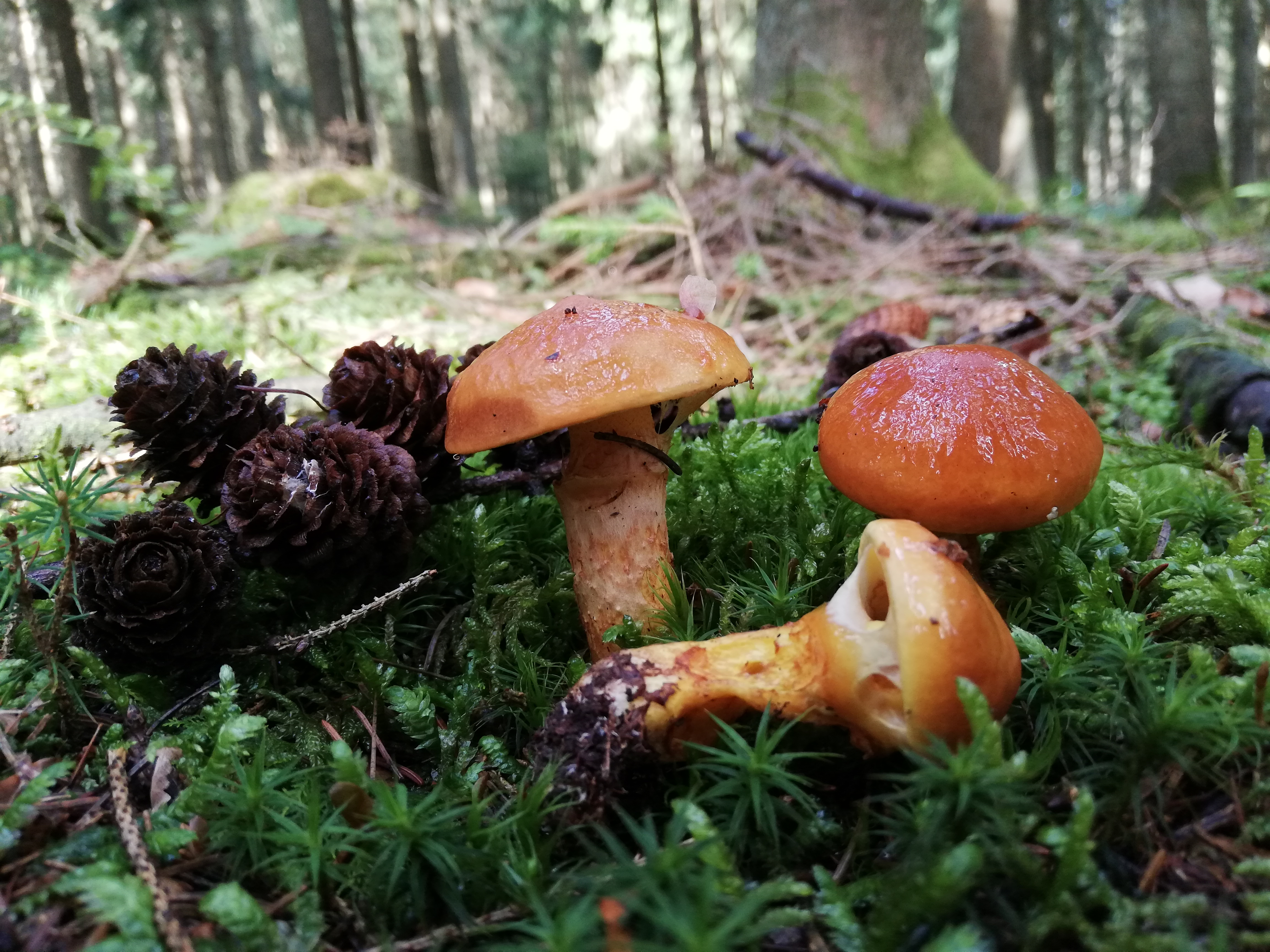
Owocniki podczas wilgotnej pogody.

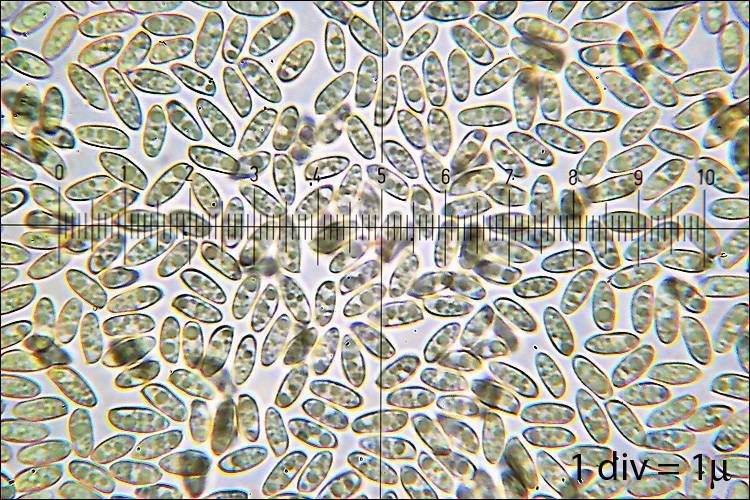
Zarodniki widziane pod mikroskopem.

Maślak żółty (Suillus grevillei (Klotzsch) Singer) – gatunek grzybów z rodziny maślakowatych (Suillaceae).

## Systematyka i nazewnictwo
Pozycja w klasyfikacji według Index Fungorum: Suillus, Suillaceae, Boletales, Agaricomycetidae, Agaricomycetes, Agaricomycotina, Basidiomycota, Fungi. 
Niektóre synonimy:

- Boletinus grevillei (Klotzsch) Pomerl. 1980
- Boletopsis elegans (Schumach.) Henn. 1898
- Boletus annularius Bolton 1792
- Boletus cortinatus Pers. 1801
- Boletus elegans Schumach. 1803
- Boletus grevillei Klotzsch 1832
- Ixocomus elegans f. badius Singer 1938
- Ixocomus flavus var. elegans (Schumach.) Quél. 1888
- Ixocomus grevillei (Klotzsch) Vassilkov 1955
- Suillus elegans (Schumach.) Snell 1944
- Suillus grevillei f. badius (Singer) Singer 1965
- Suillus grevillei var. badius Singer
- Viscipellis elegans (Schumach.) Quél. 1886

Po raz pierwszy takson ten zdiagnozował w 1832 r. Johann Friedrich Klotzsch nadając mu nazwę Boletus grevillei. Obecną, uznaną przez Index Fungorum nazwę nadał mu w 1945 r. Rolf Singer, przenosząc go do rodzaju Suillus.
Nazwę polską podała Alina Skirgiełło w 1960 r., przez Władysława Wojewodę gatunek ten opisywany był pod nazwą maślak strojny. W niektórych atlasach opisywany był pod nazwą, maślak modrzewiowy. Nazwy regionalne: grzyb okazały, grzyb strojny, grzyb modrzewiowy, borowik strojny, borowik piękny, borowik żółty, maślak czerwony, czerwonka, żółtak

## Morfologia
Kapelusz
W młodych owocnikach stożkowaty, w dojrzałych spłaszczony i poduchowaty, o średnicy 40–150 mm. Skórka kapelusza gładka, naga, pokryta śluzem, który wysycha w czasie suszy a w czasie wilgotnej pogody jest bardzo śliski i błyszczący. Kolor złotożółty, złotopomarańczowy, przy brzegu jaśniejszy. Skórka bardzo trudna do oddzielenia od miąższu, daje się jedynie częściowo ściągnąć z brzegu kapelusza starszych owocników, jednak u młodych okazów jest to niemal niemożliwe.
Rurki
W młodych okazach są zakryte żółtobiałą osłoną. Długości 5–10 mm. Są żółte, później oliwkowożółte, przyrośnięte. Pory najpierw okrągłe, później kanciaste, za młodu żółte, z wiekiem brązowożółte, po naciśnięciu zabarwiają się na kolor różowobrązowy a następnie ciemnieją.
Trzon
Wysokości 5-14 cm i średnicy do 2,5 cm, cylindryczny lub maczugowaty, pełny, z pierścieniem u góry. Nad pierścieniem cytrynowożółta śluzowata strefa pierścieniowa, często z siateczką, a pod pierścieniem trzon jest pomarańczowobrązowy. U starszych okazów pierścień zanika lecz wyraźnie widać ślad po nim.
Miąższ
Żółty, miejscami niekiedy różowiejący, w kapeluszu miękki i soczysty, w trzonie twardy, włóknisty. Smak nieznaczny, zapach niewyraźny. U starszych okazów miąższ staje się wodnisty. Po przekrojeniu, lub zgnieceniu barwi się na brudnoróżowy kolor.
Wysyp zarodników
Oliwkowoochrowy do jasnobrązowego. Zarodniki o wymiarach 7-11× 3-4 µm, wrzecionowate do elipsoidalnych, gładkie, bladożółte.

## Występowanie i siedlisko
Jest dość szeroko rozprzestrzeniony; występuje w Europie, Ameryce Północnej, Afryce Północnej i w Australii. W Polsce jest pospolity, szczególnie w górach. 
Tworzy mikoryzę z modrzewiami i występuje tylko pod tym drzewem. Równocześnie wśród trzech gatunków maślaków rosnących pod modrzewiami jest gatunkiem najczęściej spotykanym.

## Znaczenie
Grzyb mikoryzowy. Grzyb jadalny: smaczny grzyb jadalny o mięsistym miąższu. Można go przyrządzać na wiele sposobów. Starsze owocniki można próbować obrać ze skórki na tyle, na ile jest to możliwe.

## Gatunki podobne
Najbardziej podobny jest maślak alpejski (Suillus bresadolae var. flavogriseus Cazzoli & Consiglio), rosnący tylko w wyższych partiach gór, również pod modrzewiami. Podobne są też maślak błotny (Suillus flavidus) i maślak ziarnisty (Suillus granulatus) (ten ostatni jednak nie ma pierścienia na trzonie).